# Robogány község
Robogány község (románul: Comuna Răbăgani) község Bihar megyében, Romániában. Központja Robogány, beosztott falvai Brătești, Fehérlak, Papmezőszeleste, Szokány, Veresfalva.

## Népessége
A 2011-es népszámlálás adatai alapján a község népessége 2073 fő volt.